# Der Mann, die Frau, der Freund
Der Mann, die Frau, der Freund ist eine US-amerikanische Stummfilmkomödie aus dem Jahr 1924 von John M. Stahl mit Lewis Stone und Florence Vidor in den Hauptrollen. Das Drehbuch basiert auf einer Originalstory von John M. Stahl und Frances Irene Reels. Den Verleih übernahm First National.

## Handlung
Grace Livingston wird von ihrem Ehemann James gescholten, weil sie ihr Äußeres vernachlässigt. Daraufhin verändert sie ihren Stil in den eines Flappers. James missbilligt diese große Veränderung, während sein eleganter Freund Rex Phillips ihr überaus schmeichelhaft und aufmerksam gegenübersteht. In einem abgedunkelten Raum verwechselt Grace James mit Rex und gesteht ihm ihre Liebe, sodass James den Weg für eine Scheidung frei macht. Grace und Rex stehen kurz vor ihrer Hochzeit, als James erkennt, dass er Grace immer noch liebt. Er überredet sie, mit ihm durchzubrennen und Rex vor dem Altar stehen zu lassen.

## Hintergrund
Im Mai 1924 wurde berichtet, dass der Kameramann Tony Gaudio für diesen Film von Joseph Schenck ausgeliehen wurde.

## Veröffentlichung
Die Premiere des Films fand am 2. November 1924 statt. Im Deutschen Reich kam er im August 1925 in die Kinos.

## Kritiken
Mordaunt Hall von der The New York Times nannte das Werk einen würdigen Film mit einer oberflächlichen Geschichte. Die Beleuchtung sei in vielen Szenen übertrieben, aber die Einstellungen seien bemerkenswert gut.
Tom Waller schrieb im Magazin Moving Picture World, der Film brauche seine Zeit, um in Fahrt zu kommen. Regisseur Stahl behandele geschickt ein Thema, dessen detailliertes Alltagsleben langweilen könnte.